# Ołena Jurkowśka
Ołena Jurijiwna Jurkowśka (ukr. Олена Юріївна Юрковська, ur. 27 września 1983 w Kołomyi) – ukraińska niepełnosprawna biegaczka i biathlonistka. Czterokrotna złota medalistka Igrzysk Paraolimpijskich w Turynie. 17-krotna medalistka paraolimpijska.

## Medale igrzysk paraolimpijskich

### 2014
- Zimowe Igrzyska Paraolimpijskie 2014Biegi narciarskie – 4x2,5 km sztafeta otwarta
- Biathlon – 12,5 km siedząc
- Zimowe Igrzyska Paraolimpijskie 2014Biathlon – 6 km siedząc

### 2010
- Biathlon – 2,4 km siedząc
- Biathlon – 10 km siedząc
- Biegi narciarskie – sprint 1 km st. klasycznym siedząc
- Biegi narciarskie – 10 km siedząc

### 2006
- Biegi narciarskie – 5 km siedząc
- Biegi narciarskie – 2,5 km siedząc
- Biathlon – 10 km siedząc
- Biathlon – 7,5 km siedząc
- Biegi narciarskie – 10 km siedząc
- Biegi narciarskie – sztafeta 3 × 2,5 km Open

### 2002
- Biathlon – 7,5 km siedząc
- Biegi narciarskie – 10 km siedząc
- Biegi narciarskie – 5 km siedząc
- Biegi narciarskie – 2,5 km siedząc

## Odznaczenia
- Bohater Ukrainy[1].
- Order Księżnej Olgi I, II i III stopnia